# مرمريس
مَرْمَرِيس (بالتركية: مرمریس/Marmaris) هي مدينة تركية مهمة تقع على ساحل البحر الأبيض المتوسط، في المنطقة الجنوبية الغربية من تركيا، في ولاية مغلة.
بسبب موقعها على بحر إيجة، مرمريس هي أيضًا قطب سياحي مهم، بالإضافة إلى كونها ميناء مهم. مصدر دخل مدينة مرمريس الرئيسي هو السياحة. خلافاً لبدروم، وألاتشاتو أو المدن الساحلية التركية المماثلة، خُرّبت مرمريس بعض الشّيء من الناحية العمرانية أثناء ازدهار البناء في الثمانينات، ولكنها ما زالت تحتفظ بسحرها بسبب الجمال الطبيعي الاستثنائي لموقعها. هي أيضاً مركز رئيسي للإبحار. وهي موقع شتائي شعبي لانطلاق المئات من أصحاب المراكب. مرمريس هي مدينة سياحية تقع في الجنوب الغربي في تركيا
بكلمات أخرى مرميس تميزت كونها مكان طبيعي رائع نتيجة لموقها الاستراتيجي حيث انها تقع في مصب البحر الأبيض المتوسط وبحر إيجة، تقع في الجهة الجنوبية الغربية من تركيا وتتبع الجزيرة لمحافطة موغلا أما من الجهة الشمالية فهي محاطة بخليج جوكوفا ومن الجنوب محاطة بالبحر الابيض المتوسط أما من الجهة الغربية فهي محاطة بجزيرة داكتا ومن الجهة الشرقية هذه الجزيرة محاطة ببحيرة كويجيجيز. كما أنها تميزت بالكثير من الخلجان والبحار المطلة عليها والتي جعلت منها مكاناً دائم الخضرة، وفي الجزيرة العديد من الأماكن الترفيهية المميزة، وهي من الجزر التي تتميز بثروتها السمكية ووجود الكثير من الأعشاب العطرية والإسفنج بها، ومن أشهر ما قيل عنها أنها الجزيرة التي لا يشعر فيها أحد بالملل.

## تاريخ
بالرغم من أنّ فترة تأسيس مرمريس غير معروفة، عرفت المدينة في القرن السادس قبل الميلاد باسم «فايسكوس»، بينما قد يعود تاريخ اكتشاف جزيرة مرمريس في العديد من المراجع التاريخية لحوالي 3400 عام قبل الميلاد. واعتبرت جزء من كاريا.
الحدث الأبرز القادم أثناء تاريخ مرمريس كان بعد ألفين سنة تقريبا، في منتصف القرن الخامس عشر. عندما بدأت الدولة العثمانية بالارتقاء، بعد جهود السلطان محمد الثاني (الفاتح)، الذي نجح في الفتوحات وإتّحاد القبائل المختلفة وممالك آسيا الصغرى تحت راية واحدة.
في عهد سليمان القانوني وقعت مرمريس تحت السيطرة العثمانية. في 1522، قام سليمان في خليج مرمريس بجمّع أسطول يضم أكثر من 300 سفينة وقوة مكونة من 200000 شخص لتحدّي مقر الفرسان في جزيرة رودس. بعد العديد من المعارك، كان لا بدّ للفرسان أن يستسلموا، وأخذ الأتراك رودس للسنوات الأربعمائة التالية.
وقد أشارت المراجع والمصادر التاريخية إلى أن أول سكان لهذه الجزيرة هم قوم كار حتى أن الجزيرة سميت على اسمهم «كاريا», وبسبب موقعها الاستراتيجي والطبيعة الجذابة أصبحت مصدر جذب ومصدر ترفيه للعديد من الحضارات حتى أنها كانت مركزاً خاماً للعديد من الحضارات من أهمها، حضارة كاريا، ورودس، ومصر، وإيون، ودور، والفرس، والمقدونيين، وسوريا، وروما، والبيزنطيين، والسلاجقة، والعثمانيين.

## سكان مدينة مرمريس
وفق احصائية عام 2012  بخصوص تعداد سكان مرمريس – يبلغ عدد سكانها ما يقارب 83 الف نسمة، ينقسم سكان مرمريس إلى مجموعتين وفقا لمنطقة سكنهم: 34 ألفا يسكنون المدينة، و49 ألفا يسكنون القرى والأرياف التابعة لها، وهم في غالبيتهم العظمى من المسلمين السُنة.

## اقتصاد مدينة مرمريس
تعتمد مرمريس بشكل رئيسي في اقتصادها على السياحة حيث تنتشر الأسواق والمطاعم والمقاهي والفنادق التي يعمل الكثير من أبناء المدينة على تقديم الخدمات للسياح فيها، وتعتمد بشكل ثانوي على صيد الأسماك وبيعها وتجارة الإسفنج.

## المعالم في مدينة مرمريس
تعبتر مرمريس من أهم المدن التركية وتنبع أهميتها من المعالم التاريخية والأثرية التي تضمها في مساحاتها ومنها جزيرة الفردوس التي تضم كهف نيمارا العائد للعهد اليوناني القديم، والذي عرف كمعبد للآلهة اليونانية ليتو، وفيه مذبح للقرابين، كما تضم قلعة شهيرة، وجسر كزايلاي، وجامع إبراهيم آغا ومعالم أخرى، مثل:
خان حفصة سلطان - يقع خان حفصة سلطان بالقرب من قلعة مرمريس، وهو عبارة عن مبنى أثري تاريخي بُني على يد العثمانيين في عام 1545م، علماً بأنّه ما زال قائماً حتى اليوم؛ حيث يُستخدم كفندق، وتجدر الإشارة إلى أنّه يضمُّ عدداً من المَحالّ التجارية المخصصة لبيع القطع التقليدية المحلية التذكارية.
مقابر الصخور - تُمثّل مقابر الصخور مجموعة من المنحوتات الرائعة، والمتقنة لكهوف، وأشكال مُعقَّدة تمّ نَحتها قديماً بدقة على صخور سفح جبل مُطِلّ على البحر، ويُمكن للزوّار، والسياح رؤية هذه المنحوتات الرائعة من خلال الركوب في قوارب، والاقتراب من الموقع الأثري.
حديقة جينان - تُعتبر حديقة جينان واحدة من أجمل الحدائق في مدينة مرمريس؛ حيث تمّ إنشاؤها على النمط الصيني باعتبار مرمريس المدينة التوأم لمدينة جينان الواقعة في محافظة شاندونغ الصينية، وتضمّ الحديقة معبداً صينياً، ومناظر خلابة، ورائعة.
مسجد إبراهيم آغا القديم - يقع مسجد إبراهيم آغا القديم في الجزء القديم من مدينة مرمريس، وهو مسجد أثريّ تاريخي بُني لأول مرة في عام 1789م، ويتميز بتصميمه المعماري البسيط، كما تستقرّ على سطحه قُبة حجرية مدهشة.

## مناخ مدينة مرمريس
تتمتع مرمريس بمناخ البحر الأبيض المتوسط ففي الصيف تتميز بالجو الحار والجاف ودرجات الحرارة المرتفعة بشكل خاص في موجات الحر في شهري يوليو وأغسطس أما عن شهر اوكتوبر فهو يتميز بالأجواء الدافئة بالرغم من الأمطار الخفيفة المتساقطة بين حين وآخر، مما يجعل الكثير من السياح زيارة مرمريس في أوائل فصل الخريف بسبب الأجواء اللطيفة ودرجات الحرارة المتوسطة.
أما في فصل الشتاء، تكون الأجواء معتدلة ورطبة كما أن الشتاء هو الموسم الرئيسي لهطول الأمطار بعد نوفمبر حيث يمكن أن يصل هطول الأمطار السنوي إلى 1232.7 ملليمتر. ومن الدارج في فصل الشتاء في مدينة مرمريس حدوث فيضانات مفاجئة في بعض الأحيان في المناطق والقرى المعرضة لمثل هذه الأحداث.  

## السياحة في مدينة مرمريس
من أهم وأشهر الأماكن السياحية الشائعة والشعبية في مدينة مرميس:
- شاطئ مرمريس - يعتبر شاطئ مرمريس واحد من أكثر الشواطئ التركية تميُّز وجذب للسياح العرب والأوروبيين، كما أنه يعتبر شاطئ مرمريس كنقطة تصب بها مياه البحر الابيض المتوسط من الجبال الخضراء الممتدة على طول الشاطئ بالإضافة إلى أنه شاطئ يحتوي على العديد من التعرجات والمضايق التي تصلح لمختلف الرياضات المائية، كما أنه يتميز برماله التي تميل إلى السواد.
- مرتفعات مرمريس - تتميز سواحل مرمريس بالمرتفعات الجبلية التي تنتشر على طولها حيث يتمكن السياح من الوصول إلى قممها مشيًا على الأقدام أو بالمواصلات والاستمتاع بالمناظر الخلّابة للبحر وما حوله مع الرائحة الجميلة المنبعثة من الأشجار العطرية المنتشرة بكثرة في تلك المناطق.
- منطقة داليان - منطقة داليان منطقة مهمة جدا وذات قيمة عالية حيث تبع هذه القيمة من اللوحات الصخرية المنحوتة على المنحدرات العالية حيث توصف بأنها لوحة جمالية تشمل جمال الطبيعة ودقة النحت في الصخر كما أن وزيارة هذه المنطقة يحتاج لرجلة بحرية باستخدام الباخرة أو اليخت مما يجعلها رحلتين في آن واحد فزيارة المنطقة تمثل رحلة بحرية جميلة ورحلة سياحية بين جمال الطبيعة وخاصة المحمية الطبيعية التي يتواجد بها أغلب الحيوانات البرية نادرة الوجود.
- بازار مرمريس - يتميز بازار مرمريس بتقسيم مساحته إلى أركان  وكل ركن فيها يتميز بمجاله الخاص، تقدم تلك المحلات العديد من المنتجات المميزة التركية المحلية وغيرها من المنتجات المستوردة بأسعار مناسبة. ويقدر عدد المحلات في بازار مرمريس الشهير بما يقارب ألف محل تجاري صغير.
- الحمام التركي - وهو إحدى المحطات المميزة والشيقة في جزر مرمريس حيث يجب على الزوار والسياح عدم تفويت فرصة تجربته والاستمتاع بفترة من الراحة والتدليك بالزيوت المعطرة من بعد الاستحمام بالصابون البلدي، كما أنه من الرائع تجربة قناع الوحل المعالج للبشرة كما أنه يشتمل على العديد من العروض التراثية التي تمكن الزائر من التعرف على ثقافة وتاريخ وعادات سكان المدينة بشكل مبسط وممتع.
- تحتوي الجزيرة على العديد من المقاهي والمطاعم والمنتزهات كما أنها تحتوي على الكثير من الفنادق الفاخرة وفيها العديد من أماكن التسوق والتسلية.
- قلعة مرمريس  - قلعة مرمريس هي قلعة أثريّة تاريخيّة كانت تُستخدَم سابقا كقاعدة عسكريّة لقُوّات القائد سُليمان القانونيّ، من الجدير بالذكر أن هذه القلعة قائمة إلى يومنا هذا، وهي تحظى بزيارة سُيّاح المدينة الذين يُمكنهم الاستمتاع بالإطلالة الرائعة للقلعة، كما أنّها تضمُّ متحف مرمريس الصغير الذي يحتوي على العديد من القِطع الأثريّة، مثل: مصابيح الزيت القديمة، وشواهد القبور، والتماثيل، والجِرار الخزفيّة.
- البلدة القديمة - تُمثِّل البلدة القديمة الشوارع الجبليّة الواقعة في مُحيط قلعة مرمريس القديمة، وهي تضمُّ العديد من المَسارات التي يُمكن السَّير عليها، والاستمتاع بالأجواء الرائعة، كما أنّها تحتوي على مجموعة من المباني التقليديّة المُطِلّة على البحر، وميناء المدينة.
- ميناء مرمريس ميناء مرمريس يعتبر من أكثر الأماكن السياحية المشهورة، المميزة والشعبية في مرمريس حيث يقصدها كل من الزوار والسياح بسبب النشاطات التي من الممكن القيام والتمتع بها في تلك المنطقة مثل: قضاء وقت ممتع في المَشي، والتنزُّه أمام البحر، ورؤية القوارب، واليخوت التي تصطفُّ على طول رصيف الميناء، وقد نجد في ميناء مرمريس ميزة إضافية التي تجذب السياح وهي التسوُّق في المَحالِّ، والمطاعم المُنتشِرة في الميناء، كما يُمكن مشاهدة الفنّانين الذين يعزفون على الآلات الموسيقيّة أمام المنظر الرائع للبحر، والاستماع إليهم.

## معلومات عامة عن مدينة مرمريس
- بلغ عدد السيّاح الزائرين لها حوالي 1.64 مليون سائح.
- يطلق عليها العديد من الألقاب كجوهرة شواطئ تركيا، والمكان الذي لا يشعر الإنسان فيه بالملل.
- تعتبر الجزر ميناءً رئيسياً ومركزاً سياحياً هاماً في تركيا، كما تعدّ من أكبر المنتجعات السياحيّة في الدولة.
- تشتهر الجزر بتقديم العديد من المأكولات الشعبية كالكباب، وبالبازارات التي تحتوي على المناظر الطبيعيّة، والرسومات الفنية، واللوحات الخرزية، والتحف.
- تمتاز الجزر بالرمال السوداء في غالبية شواطئها، وبالصناعات المحلية كالإكسسوارات، والقطنيات، والملابس، والجلود.

## توأمة
لمرمريس اتفاقيات توأمة مع كل من:
- فورت (1995 -)
- جينان
- أردو

## أعلام
- صالح أوتشان
- سعدون بورو

## معرض الصور

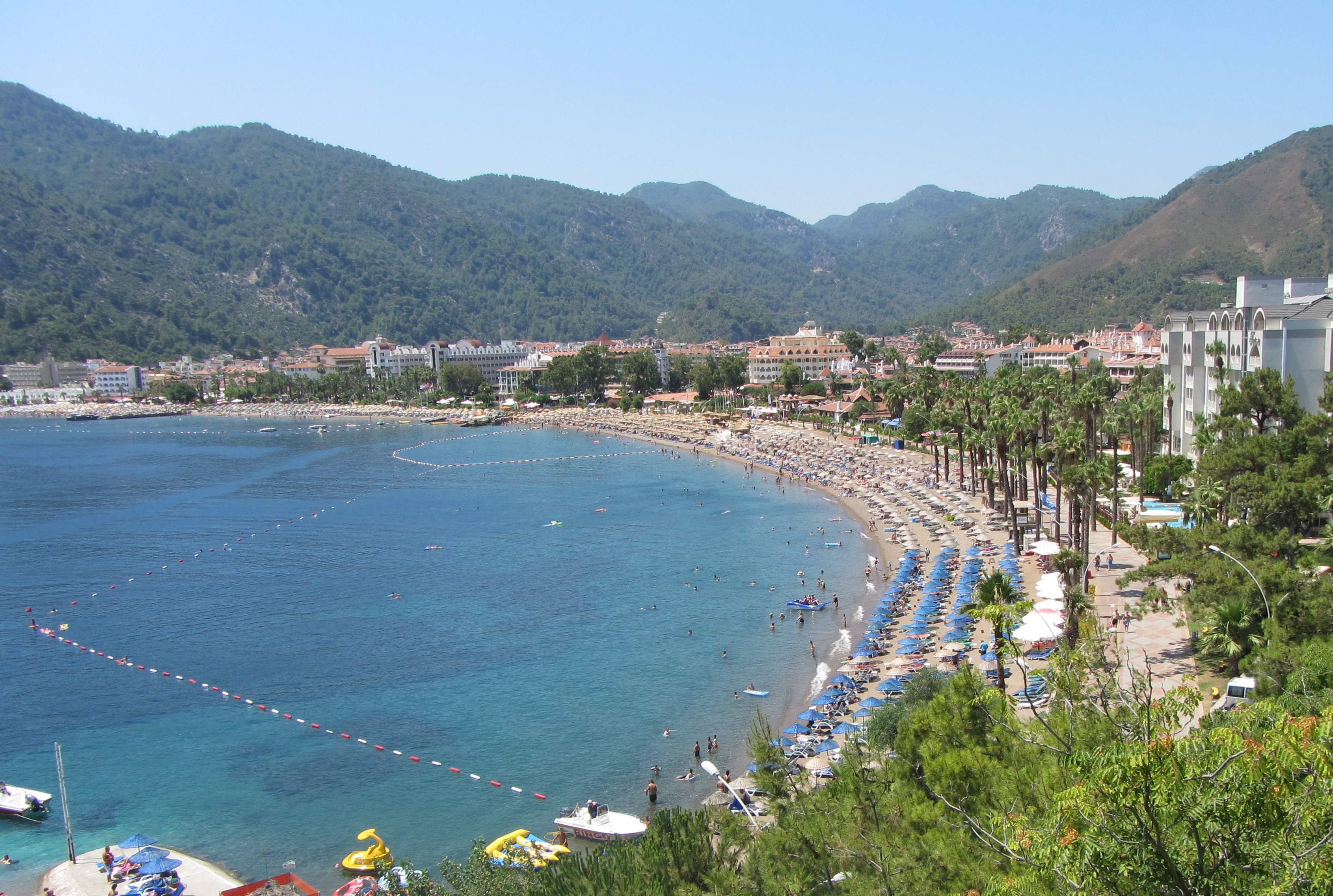
شاطئ مرمريس
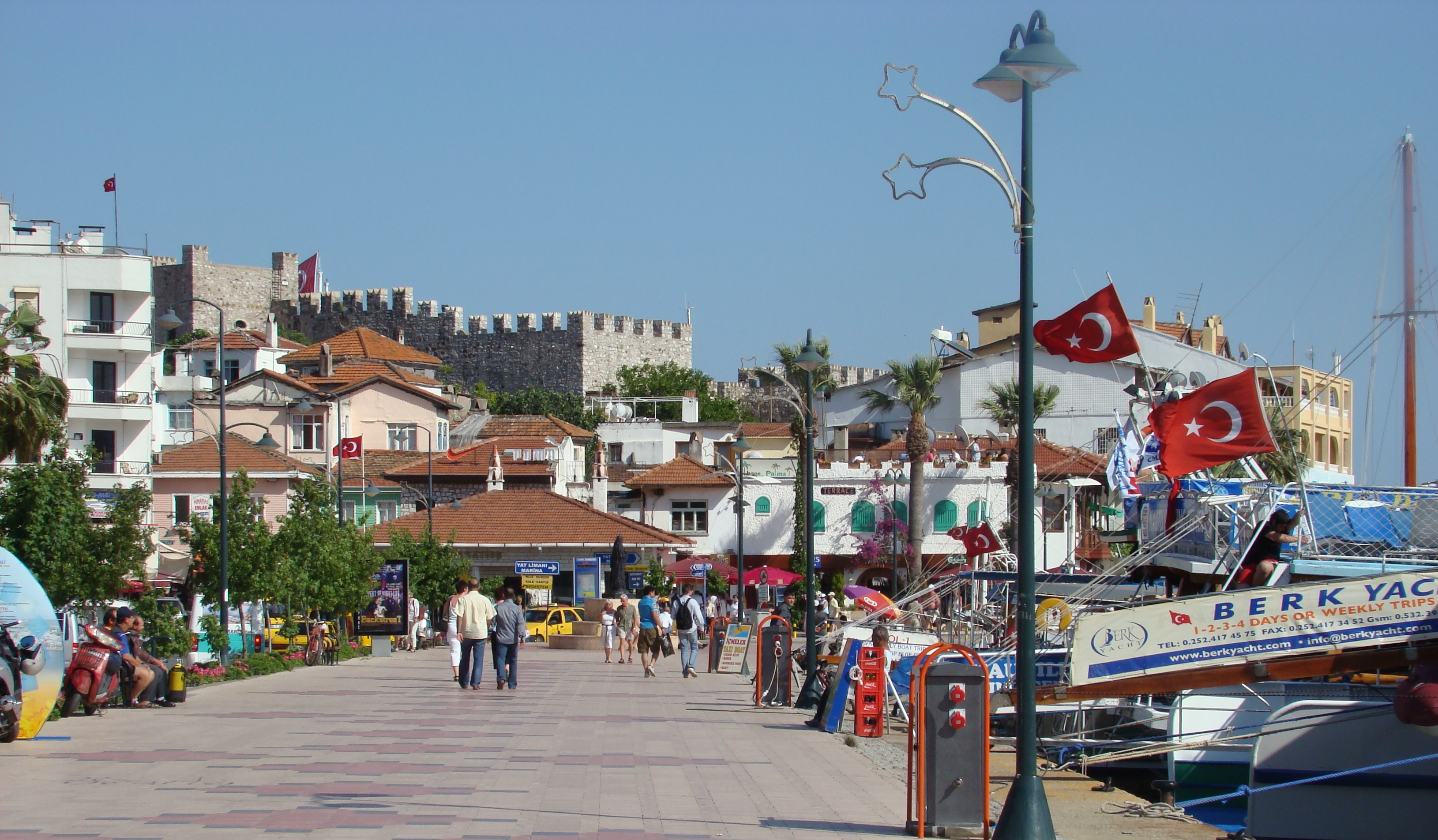
مركز البلدة
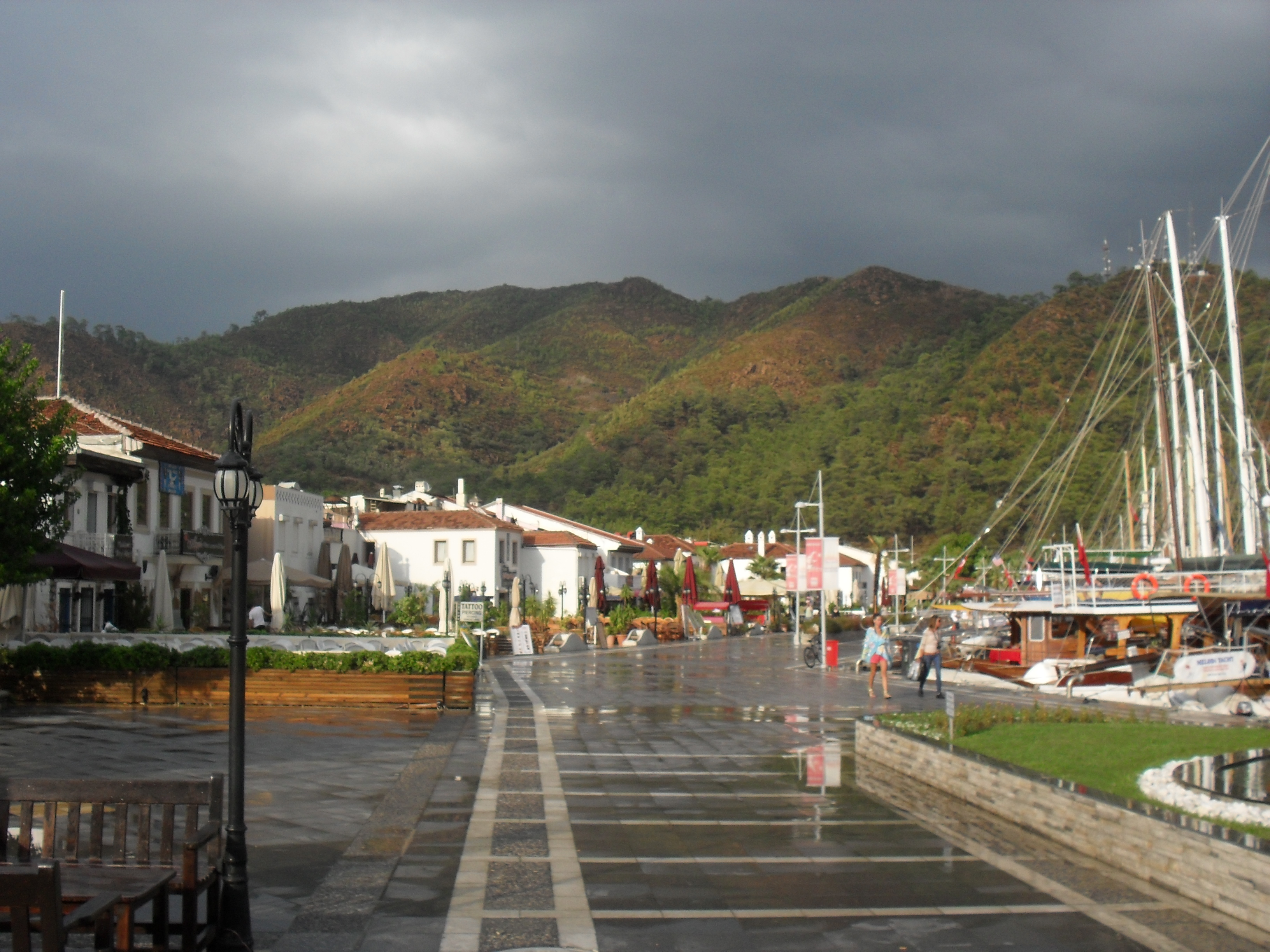
ميناء مرمريس
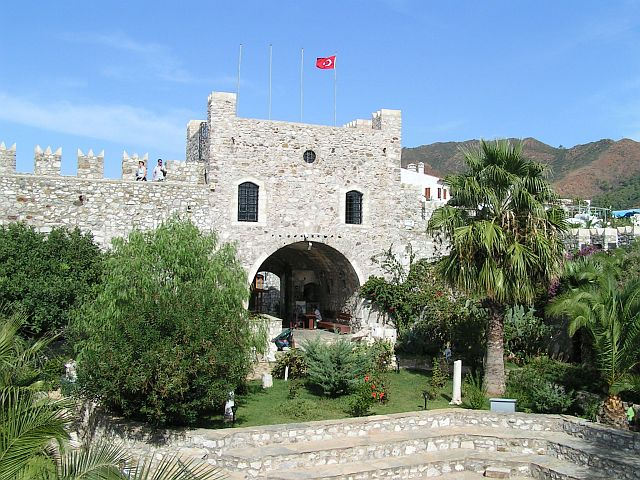
قلعة مرمريس
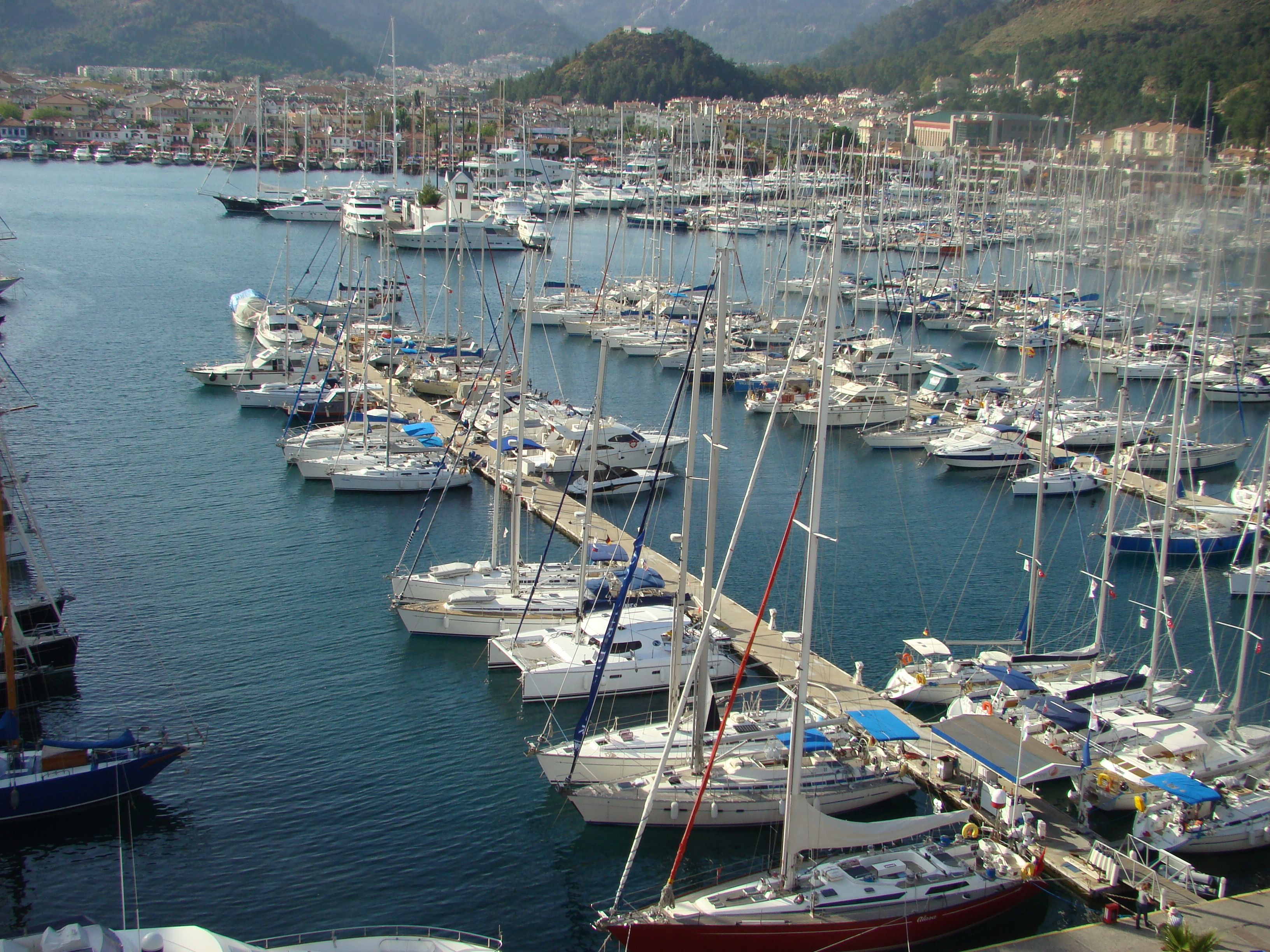
ميناء مرمريس
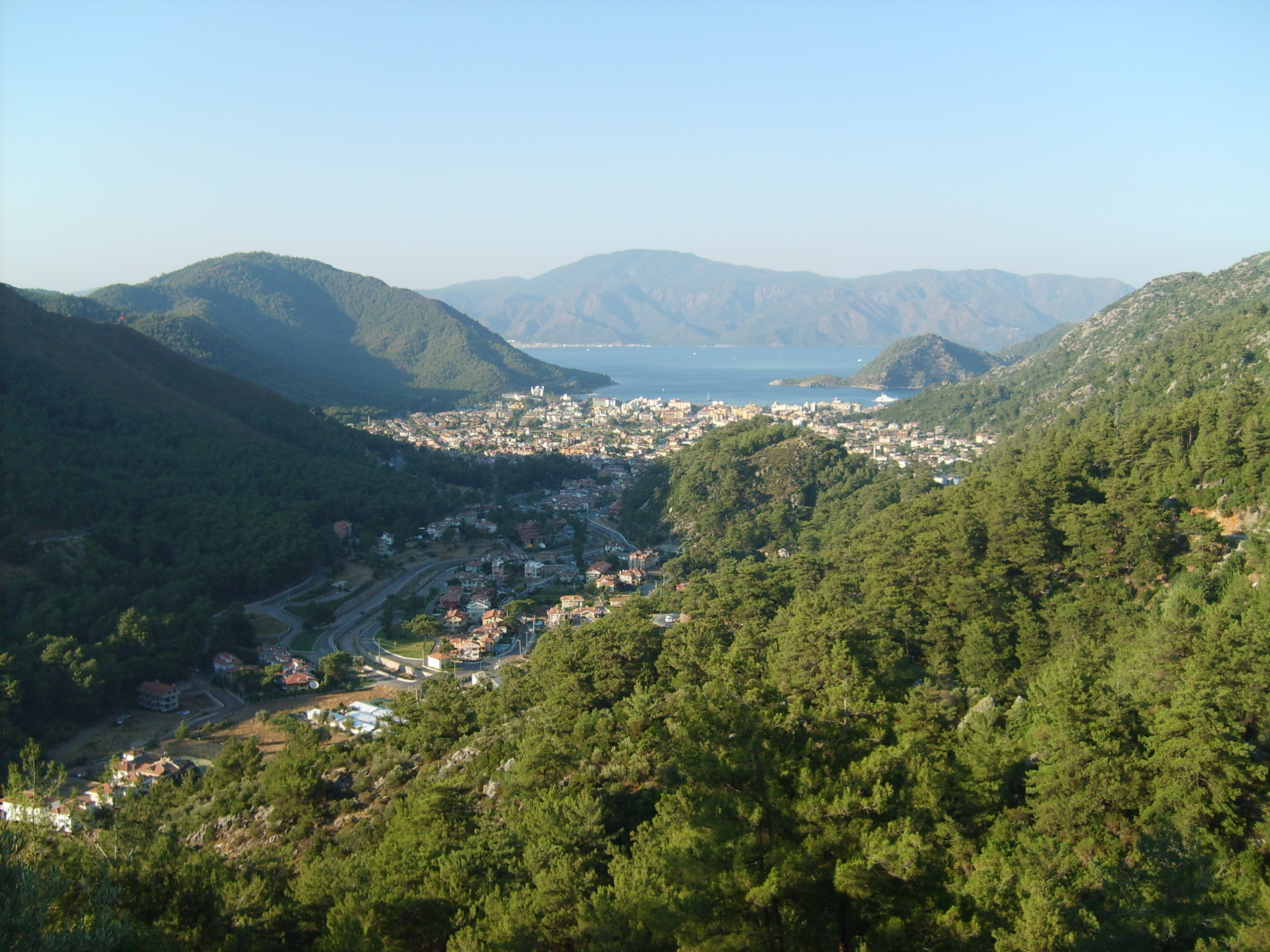
عرض بعيد لمرمريس